# Sindh
Sindh er en af Pakistans fire provinser.
Hovedstaden er Hyderabad. Hovedsprogene er sindhi og urdu. Den største by i Sindh er Karachi.
Navnet stammer fra samme rod som Indus, provinsens vigtigste flod.
Ruinerne af den vigtige oldtidsby (ca. 2000 f.v.t.) Mohenjo-Daro, der er på UNESCOs verdensarvsliste, ligger i Sindh. Provinsen var den første del af det indiske subkontinent, der faldt til muslimerne (c. 700 e.v.t.) og er næsten helt muslimsk i dag.